# غوستافو دي لوكا
غوستافو دي لوكا (بالإسبانية: Carlos Gustavo de Luca)‏ من مواليد(13 فبراير 1962 ببوينس آيرس في الأرجنتين ) هو لاعب كرة قدم أرجنتيني في مركز الهجوم. لعب مع ريفر بليت وكولو-كولو.

## وصلات خارجية
- غوستافو دي لوكا على موقع عالم كرة القدم.نت (الإنجليزية)